# Valère Burnon
Valère Burnon, né le 31 août 1998 à Marche-en-Famenne, est un pianiste concertiste belge de musique classique, lauréat de nombreux concours de piano dont le Concours musical international Reine Élisabeth de Belgique.

## Biographie
Valère Burnon, né le 31 août 1998 à Marche-en-Famenne, découvre la musique à l'âge de six ans avec comme premier instrument le violon. Enfant, il suit les épreuves du Concours musical international Reine Elisabeth à la télévision avec ses parents bien qu’ils ne soient pas musiciens.
Ayant remarqué ses capacités musicales innées au clavier, ses parents l'inscrivent quelques mois plus tard à des cours de piano à Marche-en-Famenne. Il poursuit son apprentissage pendant près de dix ans au Conservatoire de Huy puis au Conservatoire Royal de Liège. Parallèlement, Valère Burnon apprend le violon au Conservatoire de Ciney et intègre divers orchestres de jeunes en tant que violoniste, à Namur (Terra Nova) ou à Louvain-la-Neuve (Orchestre Symphonique des Étudiants de Louvain-la-Neuve),.
En 2016, il entame un bachelier au Conservatoire Royal de Liège, d'où il est diplômé en 2018, après deux ans au lieu de trois,,. Il quitte la Belgique et, en 2021, il obtient sa maîtrise de la Hochschule für Musik und Tanz de Cologne, dans la classe de Florence Millet (en), avec la plus grande distinction,.

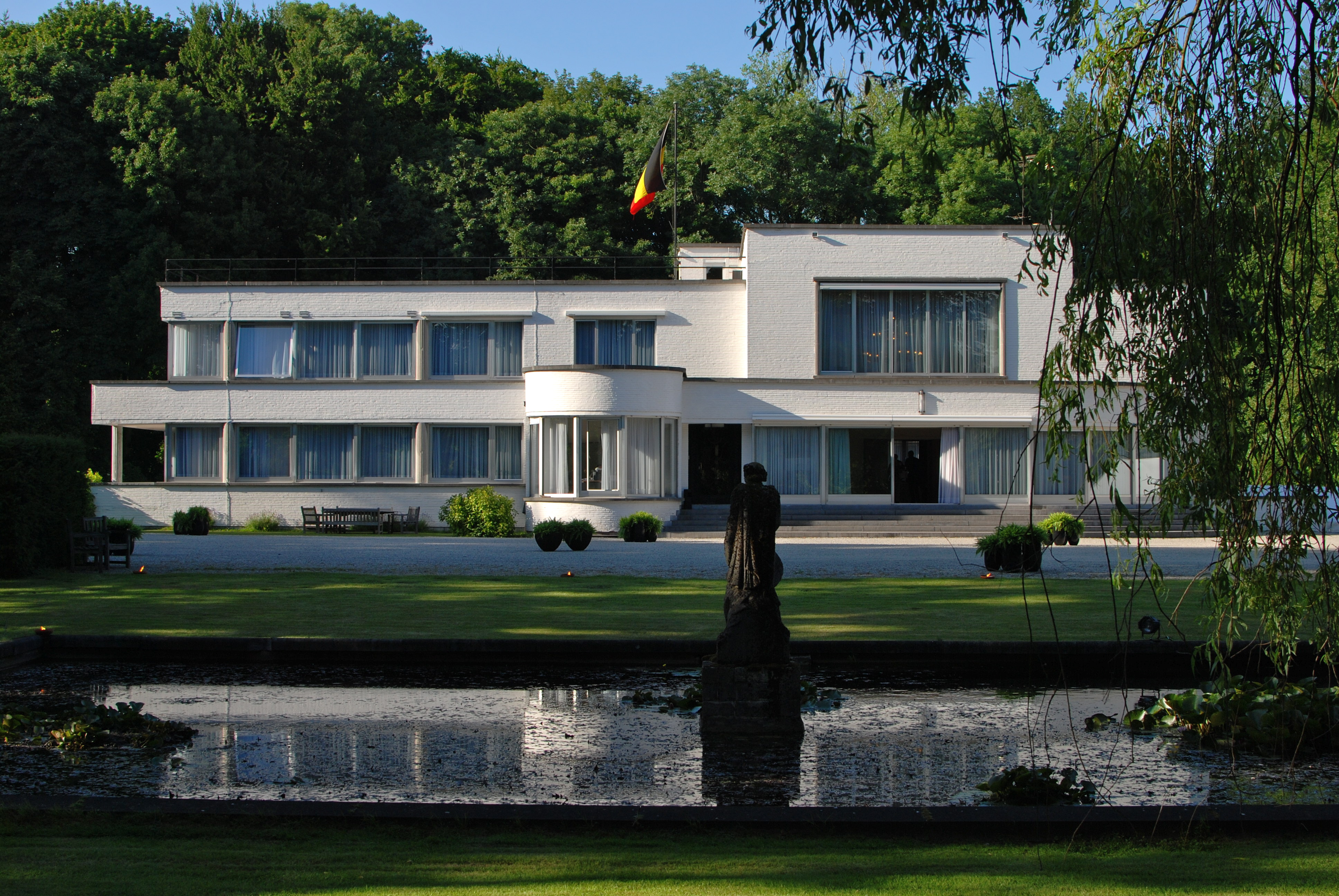
Chapelle Musicale Reine Élisabeth de Belgique.

En 2021, il étudie le piano auprès du pianiste et pédagogue ukrainien Leonid Margarius à l’Accademia Pianistica Incontri col maestro à Imola (Italie). En 2022, il rejoint la Chapelle Musicale Reine Élisabeth à Waterloo où il parfait sa technique au piano avec les conseils et l’expérience de Frank Braley, Jean-Claude Vanden Eynden et Avedis Kouyoumdjian.  
Au cours de sa jeune carrière, il remporte de nombreux concours. Il reçoit notamment en 2019 le premier prix exæquo au « Steinway Förderpreis » à Düsseldorf et le premier prix du Concours International de Piano d’Épinal, en 2021, le premier prix du Concours Européen de piano de Brême, en 2023, un second prix au Concours international de musique Gian Battista Viotti de Vercelli et, en 2024, le « Certificate of Outstanding Merit » au Concours International de Piano de Hamamatsu,.
Valère Burnon participe à de nombreux festivals et concerts en Belgique et dans d’autres pays européens en soliste ou accompagné d'un orchestre (à la Philharmonie de Cologne, à la Historische Stadthalle de Wuppertal, au Studio 4 de Flagey à Bruxelles, à la Salle Philharmonique de Liège, à la Tonhalle de Düsseldorf, etc.). Il joue au côté d'orchestres réputés dont l'Orchestre philharmonique royal de Liège, l'Orchestre royal de chambre de Wallonie, le Sinfonia Varsovia, l'Orchestre symphonique de Milan et l'Orchestre national de Lorraine .
Appréciant tout particulièrement le répertoire de la musique de chambre avec le violon en duo, quatuor ou quintette, il enseigne celle-ci depuis 2022 au Conservatoire Royal de Liège, assistant son ancien professeur Jean-Gabriel Raelet,. 
Le 1er juin 2025, Valère Burnon se classe 3e parmi les lauréats du  Concours musical international Reine Élisabeth de Belgique 2025. Il remporte également le prix Comte de Lannoy y associé, le prix Musiq3 et VRT Canvas-Klara du public.  

## Discographie
- Claude Debussy, Sergeï Prokofiev et Sergeï Protopopov, Azur Classical, 2020.
- Neoteric, œuvres de Francis Poulenc, Ernest Chausson, Claude Debussy, Magnus Lindberg, Arvo Pärt et Rolf Martinsson, Musicaphon, 2021, en duo avec le clarinettiste allemand Andreas Hermanski.